# بخش بایگ
بخش بایگ یکی از بخش‌های شهرستان تربت حیدریه در استان خراسان رضوی ایران است.

## تقسیمات کشوری
- بخش بایگ
  - دهستان بایگ

شهرها: بایگ

## جمعیت
بنابر سرشماری مرکز آمار ایران، جمعیت بخش بایگ شهرستان تربت حیدریه در سال ۱۳۹۵ برابر با ۶٬۹۳۷ نفر بوده‌است.